# 77-й меридіан західної довготи
77-й меридіан західної довготи — лінія довготи, що лежить на 77 градусів західніше Гринвіцького меридіана. Вона проходить від Північного полюса через Північний Льодовитий океан, Північну Америку, Атлантичний океан, Південну Америку, Тихий океан, Південний океан та Антарктиду до Південного полюса.
77-й меридіан західної довготи формує велике коло разом із 103-тім меридіаном східної довготи.

## Список географічних об'єктів, що перетинає 77° зх. д.
Починаючи на Північному полюсі та рухаючись до Південного полюса, 77-й меридіан західної довготи проходить через:
| Координати                                                 | Країна, територія або море | Примітки |
| ---------------------------------------------------------- | -------------------------- | --- |
| 90°0′ пн. ш. 77°0′ зх. д. / 90.000° пн. ш. 77.000° зх. д.  | Північний Льодовитий океан | |
| 83°1′ пн. ш. 77°0′ зх. д. / 83.017° пн. ш. 77.000° зх. д.  | Канада                     | Нунавут — проходить через острів Елсмір                                                                               |
| 77°54′ пн. ш. 77°0′ зх. д. / 77.900° пн. ш. 77.000° зх. д. | Море Баффіна               | |
| 73°21′ пн. ш. 77°0′ зх. д. / 73.350° пн. ш. 77.000° зх. д. | Канада                     | Нунавут — проходить через острів Байлот та Баффінову Землю                                                            |
| 69°36′ пн. ш. 77°0′ зх. д. / 69.600° пн. ш. 77.000° зх. д. | Затока Фокс                | |
| 69°25′ пн. ш. 77°0′ зх. д. / 69.417° пн. ш. 77.000° зх. д. | Канада                     | Нунавут — проходить через острів Брей[en]                                                                             |
| 69°9′ пн. ш. 77°0′ зх. д. / 69.150° пн. ш. 77.000° зх. д.  | Затока Фокс                | |
| 68°2′ пн. ш. 77°0′ зх. д. / 68.033° пн. ш. 77.000° зх. д.  | Канада                     | Нунавут — проходить через острів Принца Чарльза                                                                       |
| 67°15′ пн. ш. 77°0′ зх. д. / 67.250° пн. ш. 77.000° зх. д. | Затока Фокс                | |
| 65°24′ пн. ш. 77°0′ зх. д. / 65.400° пн. ш. 77.000° зх. д. | Канада                     | Нунавут — проходить через півострів Фокс[en] на Баффіновій Землі                                                      |
| 64°15′ пн. ш. 77°0′ зх. д. / 64.250° пн. ш. 77.000° зх. д. | Гудзонова протока          | |
| 63°40′ пн. ш. 77°0′ зх. д. / 63.667° пн. ш. 77.000° зх. д. | Канада                     | Нунавут — проходить через острів Солсбері[en]                                                                         |
| 63°25′ пн. ш. 77°0′ зх. д. / 63.417° пн. ш. 77.000° зх. д. | Гудзонова протока          | |
| 62°32′ пн. ш. 77°0′ зх. д. / 62.533° пн. ш. 77.000° зх. д. | Канада                     | Квебек |
| 57°49′ пн. ш. 77°0′ зх. д. / 57.817° пн. ш. 77.000° зх. д. | Гудзонова затока           | |
| 55°48′ пн. ш. 77°0′ зх. д. / 55.800° пн. ш. 77.000° зх. д. | Канада                     | Квебек Онтаріо |
| 43°53′ пн. ш. 77°0′ зх. д. / 43.883° пн. ш. 77.000° зх. д. | Озеро Онтаріо              | |
| 43°16′ пн. ш. 77°0′ зх. д. / 43.267° пн. ш. 77.000° зх. д. | США                        | Нью-Йорк Пенсільванія Меріленд Округ Колумбія Меріленд Вірджинія Північна Кароліна                                    |
| 34°40′ пн. ш. 77°0′ зх. д. / 34.667° пн. ш. 77.000° зх. д. | Атлантичний океан          | |
| 26°35′ пн. ш. 77°0′ зх. д. / 26.583° пн. ш. 77.000° зх. д. | Багамські Острови          | Проходить через острови Мен-о-Вар-Кей[en] та Абако[en]                                                                |
| 26°19′ пн. ш. 77°0′ зх. д. / 26.317° пн. ш. 77.000° зх. д. | Атлантичний океан          | Проходить західніше острова Ельютера, Багамські Острови Проходить східніше острова Нью-Провіденс, Багамські Острови   |
| 21°31′ пн. ш. 77°0′ зх. д. / 21.517° пн. ш. 77.000° зх. д. | Куба                       | Проходить через острів Куба                                                                                           |
| 19°53′ пн. ш. 77°0′ зх. д. / 19.883° пн. ш. 77.000° зх. д. | Карибське море             | |
| 18°24′ пн. ш. 77°0′ зх. д. / 18.400° пн. ш. 77.000° зх. д. | Ямайка                     | Проходить через острів Ямайка                                                                                         |
| 17°51′ пн. ш. 77°0′ зх. д. / 17.850° пн. ш. 77.000° зх. д. | Карибське море             | |
| 8°15′ пн. ш. 77°0′ зх. д. / 8.250° пн. ш. 77.000° зх. д.   | Колумбія                   | |
| 0°18′ пн. ш. 77°0′ зх. д. / 0.300° пн. ш. 77.000° зх. д.   | Еквадор                    | |
| 2°43′ пд. ш. 77°0′ зх. д. / 2.717° пд. ш. 77.000° зх. д.   | Перу                       | Проходить східніше Ліми                                                                                               |
| 12°14′ пд. ш. 77°0′ зх. д. / 12.233° пд. ш. 77.000° зх. д. | Тихий океан                | |
| 60°0′ пд. ш. 77°0′ зх. д. / 60.000° пд. ш. 77.000° зх. д.  | Південний океан            | |
| 72°41′ пд. ш. 77°0′ зх. д. / 72.683° пд. ш. 77.000° зх. д. | Антарктида                 | Проходить через Чилійську Антарктику (претендує Чилі) та Британську Антарктичну Територію (претендує Велика Британія) |